# Epitop
Epitop är den del av en antigen som en specifik antikropp (eller T-cellsreceptor) binder till, vanligtvis en kort aminosyrasekvens (ca 6 aminosyror) eller en kolhydratkedja. Sker en bindning hos en B-cell påbörjar den produktion av antikroppar som angriper antikropparna.  En epitop är detsamma som en antigendeterminant.